# Trương Dục Lâm
Trương Dục Lâm (sinh tháng 1 năm 1958) là Trung tướng Quân Giải phóng Nhân dân Trung Quốc (PLA), Giáo sư Cơ khí động lực, nguyên Phó Chủ nhiệm Bộ Phát triển Trang bị Quân ủy Trung ương Trung Quốc, nguyên Hiệu trưởng Trường Đại học Công nghệ Quốc phòng.

## Thân thế và binh nghiệp
Sau khi tốt nghiệp trường Trung cấp Qianyang năm 1978, Trương Dục Lâm được nhập học Trường Đại học Công nghệ Quốc phòng với chuyên ngành động cơ tên lửa nhiên liệu lỏng. Ông nhận bằng kỹ sư năm 1981 và bằng thạc sĩ kỹ thuật năm 1984.
Sau khi bảo vệ thành công luận án tiến sĩ tại Đại học Chiết Giang năm 1988, ông đến Đại học Waterloo ở Canada để nghiên cứu sau tiến sĩ. Sau khi trở về Trung Quốc, ông giảng dạy tại Đại học Công nghệ Quốc phòng Quốc gia, nơi ông liên tiếp đảm nhiệm chức vụ giáo sư, Trưởng Khoa Công nghệ Hàng không Vũ trụ và Viện trưởng Viện Nghiên cứu Bắc Kinh.
Sau đó giữ chức vụ Giám đốc Học viện Chỉ huy Thiết bị và Công nghệ (nay là Đại học Kỹ thuật Hàng không Vũ trụ PLA). Năm 2004, ông giữ chức vụ Giám đốc Trung tâm Phóng vệ tinh Tửu Tuyền và là Tổng chỉ huy của hệ thống bãi phóng kỹ thuật vũ trụ có người lái.
Ông là đại biểu Đại hội đại biểu Nhân dân toàn quốc (Quốc hội Trung Quốc) khóa XI, nhiệm kỳ 2008-2013.
Tháng 7 năm 2008, ông được bổ nhiệm Hiệu trưởng Trường Đại học Công nghệ Quốc phòng.
Năm 2011, ông được điều động làm Phó Chủ nhiệm Tổng cục Trang bị.
Năm 2016, ông giữ chức Phó Chủ nhiệm Bộ Phát triển Trang bị Quân ủy Trung ương Trung Quốc mới được thành lập và từ chức vào năm 2018.

## Danh hiệu và Giải thưởng
- Giáo sư
- Viện sĩ Viện Hàn lâm Khoa học Trung Quốc (CAS)

## Lịch sử thăng quân hàm tướng
- Thiếu tướng;
- Trung tướng (7/2010);